# Dick Creith
Richard Creith (Bushmills, 28 agosto 1938) è un pilota motociclistico britannico.

## Carriera
La sua carriera nel motociclismo si è svolta soprattutto nelle competizioni britanniche come la North West 200 che si è aggiudicato per due volte.
Per quanto riguarda le competizioni del Motomondiale ha corso sei edizioni del Gran Premio motociclistico dell'Ulster a cavallo tra il 1959 e il 1965 anche se appare nelle classifiche iridate solo due volte nelle edizioni del 1964 e del 1965.
Le due volte in cui ha ottenuto punti ha gareggiato in classe 500 su una Norton, arrivando al traguardo in seconda e in prima posizione; in entrambe le occasioni la gara era stata anche tormentata dal maltempo e, in occasione della vittoria, era stata disertata dalle due MV Agusta ufficiali di Giacomo Agostini e Mike Hailwood. Si trattò peraltro anche della prima vittoria ottenuta da un pilota nordirlandese nel gran premio di casa da quando la gara era stata trasferita nel nuovo circuito di Dundrod.
Grazie ai punti acquisiti in quei due gran premi è presente anche nella classifica stagionale del mondiale, rispettivamente in 8ª e 6ª posizione.

## Risultati nel motomondiale
| 1959 | Classe | Moto   |  |  |  |  |  |    |     |  |  |  |  |  |  | Punti | Pos. |
| ---- | ------ | ------ |  |  |  |  |  | -- | --- |  |  |  |  |  |  | ----- | ---- |
| 1959 | 500    | Norton |  |  |  |  |  | NE | Rit |  |  |  |  |  |  | 0     |      |

| 1960 | Classe | Moto |  |  |  |  |  |    |  |  |  |  |  |  |  | Punti | Pos. |
| ---- | ------ | ---- |  |  |  |  |  | -- |  |  |  |  |  |  |  | ----- | ---- |
| 1960 | 500    | BSA  |  |  |  |  |  | 22 |  |  |  |  |  |  |  | 0     |      |

| 1962 | Classe | Moto   |    |    |  |  |  |    |     |  |  |  |  |  |  | Punti | Pos. |
| ---- | ------ | ------ | -- | -- |  |  |  | -- | --- |  |  |  |  |  |  | ----- | ---- |
| 1962 | 500    | Norton | NE | NE |  |  |  | NE | Rit |  |  |  |  |  |  | 0     |      |

| 1963 | Classe | Moto   |    |    |    |  |  |  |    |  |  |  |  |    |  | Punti | Pos. |
| ---- | ------ | ------ | -- | -- | -- |  |  |  | -- |  |  |  |  | -- |  | ----- | ---- |
| 1963 | 500    | Norton | NE | NE | NE |  |  |  | 11 |  |  |  |  | NE |  | 0     |      |

| 1964 | Classe | Moto   |  |    |    |  |  |  |  |  |   |  |  |    |  | Punti | Pos. |
| ---- | ------ | ------ |  | -- | -- |  |  |  |  |  | - |  |  | -- |  | ----- | ---- |
| 1964 | 500    | Norton |  | NE | NE |  |  |  |  |  | 2 |  |  | NE |  | 6     | 8º   |

| 1965 | Classe | Moto   |  |  |    |    |  |  |  |  |  |   |  |  |    | Punti | Pos. |
| ---- | ------ | ------ |  |  | -- | -- |  |  |  |  |  | - |  |  | -- | ----- | ---- |
| 1965 | 500    | Norton |  |  | NE | NE |  |  |  |  |  | 1 |  |  | NE | 8     | 6º   |

| Legenda | 1º posto        | 2º posto            | 3º posto            | A punti      | Senza punti        | Grassetto – Pole position Corsivo – Giro più veloce |
| Legenda | Gara non valida | Non qual./Non part. | Ritirato/Non class. | Squalificato | '-' Dato non disp. | Grassetto – Pole position Corsivo – Giro più veloce |